# Waldbahn der Zingal AG in Ayancık
| Waldbahnstation Yenikonak mit Wasserkran, Draisine und Lokschuppen O&K-Lokomotive auf einer Holzbrücke und hinten eine Schublok |                     |                 |               |
| Waldbahn (rot) und Seilbahnen (lila) von 1938 auf Karte von 2025 |                     |                 |               |
| Streckenlänge: | 1940: 92,8 km       |                 |               |
| Spurweite: | 600 mm (Schmalspur) |                 |               |
| |                     |                 |               |
| \| \| \| \| m ü.d.M. \| \| \| 0 \| Ayancık \| 0 \| \| \| \| Iksiu \| \| \| \| \| \| \| \| \| \| Yenikorak 132 \| \| \| \| \| \| \| \| \| \| Kazköy \| \| \| \| 16 \| Yenice \| 290 \| \| \| \| Findkli \| 420 \| \| \| \| Duvarsöki \| \| \| \| \| Kepez \| 630 \| \| \| \| Inalti \| \| \| \| \| Burtu \| \| \| \| \| Zindan/Saracik \| 620 \| \| \| 0 \| Karadere \| Karadere \| \| \| \| Çangal/Duduncuk \| 1031 \| \| \| 5,1 \| Fidalık \| Fidalık \| |                     |                 |               |
| |                     |                 | m ü.d.M.      |
| Betriebs-/Güterbahnhof Streckenanfang (Strecke außer Betrieb) | 0                   | Ayancık         | 0             |
| Blockstelle (Strecke außer Betrieb) |                     | Iksiu           | Iksiu         |
| Abzweig geradeaus und nach links (Strecke außer Betrieb) · Strecke von rechts (außer Betrieb) |                     |                 |               |
| Strecke (außer Betrieb) · Blockstelle (Strecke außer Betrieb) |                     | Yenikorak 132   | Yenikorak 132 |
| Strecke (außer Betrieb) · Abzweig geradeaus und nach links (Strecke außer Betrieb) · Strecke von rechts (außer Betrieb) |                     |                 |               |
| Blockstelle (Strecke außer Betrieb) · Strecke (außer Betrieb) · Strecke (außer Betrieb) |                     | Kazköy          | Kazköy        |
| Strecke (außer Betrieb) · Blockstelle (Strecke außer Betrieb) · Strecke (außer Betrieb) | 16                  | Yenice          | 290           |
| Blockstelle (Strecke außer Betrieb) · Strecke (außer Betrieb) · Strecke (außer Betrieb) |                     | Findkli         | 420           |
| Strecke (außer Betrieb) · Strecke (außer Betrieb) · Blockstelle (Strecke außer Betrieb) |                     | Duvarsöki       | Duvarsöki     |
| Strecke (außer Betrieb) · Betriebs-/Güterbahnhof Streckenende (Strecke außer Betrieb) · Strecke (außer Betrieb) |                     | Kepez           | 630           |
| Abzweig geradeaus und nach links (Strecke außer Betrieb) · Strecke von rechts (außer Betrieb) · Betriebs-/Güterbahnhof Streckenende (Strecke außer Betrieb) |                     | Inalti          | Inalti        |
| Strecke (außer Betrieb) · Betriebs-/Güterbahnhof Streckenende (Strecke außer Betrieb) |                     | Burtu           | Burtu         |
| Betriebs-/Güterbahnhof Streckenende (Strecke außer Betrieb) |                     | Zindan/Saracik  | 620           |
| Betriebs-/Güterbahnhof Streckenanfang (Strecke außer Betrieb) | 0                   | Karadere        | Karadere      |
| Blockstelle (Strecke außer Betrieb) |                     | Çangal/Duduncuk | 1031          |
| Betriebs-/Güterbahnhof Streckenende (Strecke außer Betrieb) | 5,1                 | Fidalık         | Fidalık       |

Die Waldbahn der Zingal AG in Ayancık war eine etwa 92,8 km lange Schmalspurbahn mit 600 mm Spurweite bei der türkischen Stadt Ayancık, von der einzelne Streckenabschnitte von 1930 bis 1984 mit Dampflokomotiven betrieben wurden.

## Geschichte
Die erste Gesellschaft zur Bewirtschaftung türkischer Wälder wurde am 10. Februar 1926 unter dem Namen Türkiye Kibrit İnhisarları T.A.Ş. gegründet und erhielt das Recht, die Wälder in der Region Ayancık für einen Zeitraum von 50 Jahren zu bewirtschaften. Am 2. Juli 1928 teilte diese Gesellschaft ihre Konzessionsrechte mit der türkisch-belgischen Aktiengesellschaft Zingal, die mit mehrheitlich belgischem Kapital gegründet worden war, wobei die erste Silbe des Namens der Zindan-Wälder und die letzte Silbe des Namens der Çangal-Wälder übernommen wurde. Die Konzession für die Bewirtschaftung der Wälder Kepez, İnaltı, Çangal und Zindan im Bezirk Ayancık an der türkischen Schwarzmeerküstewurde der Aktiengesellschaft im Rahmen eines langfristigen Vertrags erteilt.
Die belgisch-türkische Zingal AG wurde von 1929 bis 1936 vom österreichischen Forstingenieur Franz Hafner geleitet. In dem 53.000 ha großen Gebiet mit 38.000 ha Wald plante und baute er zwei Seilbahnen und eine Waldbahn für den Transport von geschlagenem Holz. 1938 übernahm er die Betriebsleitung der Zingal AG. 1940 habilitierte er sich in Wien für Forstliches Bauingenieurwesen. Die 30-jährige Pachtkonzession wurde am 14. März 1945 vom Ministerrat wegen Misswirtschaft und Nichteinhaltung der Vertragsbedingungen gekündigt. Das Unternehmen wurde daraufhin verstaatlicht.
Die schmalspurige Waldbahn wurde ursprünglich für den Materialtransport beim Bau der Bleichert-Seilbahn verlegt und wurde erst später für den Holztransport genutzt.

## Lokomotiven
Es wurden  folgende Lokomotiven eingesetzt:
| Betriebs- nummer | Foto | Hersteller | Werks- nummer | Lieferdatum | Bauart  | Leistung | Spurweite | Anmerkungen |
| ---------------- | ---- | ---------- | ------------- | ----------- | ------- | -------- | --------- | --- |
| 1                |      | Henschel   | 12142         | 1929        | B n2t   | 50 PS    | 600 mm    | Typ Fabia |
| 2                |      | Henschel   | 12143         | 1929        | B n2t   | 50 PS    | 600 mm    | Typ Fabia |
| 3                |      | O&K        | 10519         | Dez. 1924   | B n2t   | 20 PS    | 600 mm    | Osthandelsgesellschaft München für die Türkei                                                                   |
| 4                |      | O&K        | 10520         | Dez. 1924   | B n2t   | 20 PS    | 600 mm    | Osthandelsgesellschaft München für die Türkei                                                                   |
| 11               |      | O&K        | 12211         | Sept. 1930  | C n2t   | 50 PS    | 600 mm    | Soforbel, Brüssel für Zingal, Türkei                                                                            |
| 12               |      | O&K        | 12212         | Sept. 1930  | C n2t   | 50 PS    | 600 mm    | Soforbel, Brüssel für Zingal, Türkei                                                                            |
| 13               |      | O&K        | 12213         | Sept. 1930  | C n2t   | 50 PS    | 600 mm    | Soforbel, Brüssel für Zingal, Türkei                                                                            |
| 14               |      | O&K        | 12214         | Sept. 1930  | C n2t   | 50 PS    | 600 mm    | Soforbel, Brüssel für Zingal, Türkei. Steht heute unter freiem Himmel ausgestellt am Sägewerk von Ayancık.      |
|                  |      | Deutz      | 27245         | 1939        | B dm    |          | 600 mm    | Diesellokomotive OMZ122F, über Hoch-Tief AG                                                                     |
| 1                |      | Davenport  | 3158          | Juni 1949   | C n2t+t |          | 600 mm    | Ob alle acht Davenport-Loks der türkischen Forstverwaltung in Ayancık eingesetzt wurden, ist nicht überliefert. |
| 2                |      | Davenport  | 3159          | Juni 1949   | C n2t+t |          | 600 mm    | |
| 3                |      | Davenport  | 3160          | Juni 1949   | C n2t+t |          | 600 mm    | |
| 4                |      | Davenport  | 3161          | Juni 1949   | C n2t+t |          | 600 mm    | |
| 5                |      | Davenport  | 3162          | Juni 1949   | C n2t+t |          | 600 mm    | |
| 6                |      | Davenport  | 3163          | Juni 1949   | C n2t+t |          | 600 mm    | Lok N° 6 steht mit Zusatztender im Rahmi M. Koç Museum, Istanbul                                                |
| 7                |      | Davenport  | 3164          | Juni 1949   | C n2t+t |          | 600 mm    | |
| 8                |      | Davenport  | 3165          | Juni 1949   | C n2t+t |          | 600 mm    | |